# تپه چال سرنجه ۱
تپه چال سرنجه ۱ مربوط به دوره اشکانیان - سده‌های اولیه دوران‌های تاریخی پس از اسلام است و در شهرستان بروجرد، بخش مرکزی، دهستان همت‌آباد، ۱/۲ کیلومتری جنوب جهان‌آباد واقع شده و این اثر در تاریخ ۲۸ اسفند ۱۳۸۵ با شمارهٔ ثبت ۱۸۳۵۳ به‌عنوان یکی از آثار ملی ایران به ثبت رسیده است.